# 保罗·古德曼
保罗·古德曼（英語：Paul Goodman，1911年9月9日—1972年8月2日），是美国作家、诗人、社会批评家,心理治疗师，无政府主义者。

## 著作
- 《五月文集》（1946年）
- 《Kafka's Prayer》（1947年）
- 《Communitas》（1947年）
- 《Gestalt Therapy》（1951年）
- 《Parents' Day》（1951年）
- 《文學結構》（1954年）
- 《The Empire City》（1959年）
- 《Growing Up Absurd》（1960年）
- 《Utopian Essays and Practical Proposals》（1962年）
- 《The Community of Scholars》（1962年）
- 《Making Do》（1963年）
- 《Compulsory Miseducation》（1964年）
- 《People or Personnel》（1965年）
- 《Five Years》（1966年）
- 《Like a Conquered Province》（1967年）
- 《New Reformation》（1970年）
- 《Speaking and Language》（1971年）
- 《Little Prayers and Finite Experience》（1972年）
- 《Collected Poems》（1973年）